# Real Sociedad (piłka nożna kobiet)
Real Sociedad – hiszpański klub piłki nożnej kobiet, mający siedzibę w mieście San Sebastián, na północy kraju. Od sezonu 2006/07 występuje w rozgrywkach Ligi F.

## Historia
Chronologia nazw:
- 2004: Real Sociedad

Kobieca drużyna piłkarska Real Sociedad została założona w mieście San Sebastián w 2004 roku. W sezonie 2004/05 drużyna startowała w rozgrywkach Liga Vasca, którą wygrał i awansował do Segunda División (D2). Również w pierwszym sezonie zwyciężył w grupie 1 drugiej dywizji i otrzymał promocję do najwyższej ligi. W sezonie 2006/07 zespół debiutował w Superlidze, zajmując 9.miejsce. W kolejnych sezonach plasował się w środku tabeli. W sezonie 2018/19 klub osiągnął swój największy sukces, zdobywając Puchar Hiszpanii, a w 2021/22 został wicemistrzem Hiszpanii.

## Barwy klubowe, strój, herb, hymn
|  |  |

Klub ma barwy biało-niebieskie. Klubowe barwy pochodzą od flagi San Sebastian: niebieskiego prostokąta na białym tle. Piłkarki domowe spotkania zazwyczaj grają w pasiastych pionowo biało-niebieskich koszulkach, białych spodenkach oraz białych getrach.
Herb klubu został wykonany w formie pomarańczowej piłki nożnej owiniętej biało-niebieską flagą. Na piłce umieszczona królewska korona.

## Sukcesy

### Trofea międzynarodowe
Do chwili obecnej klub jeszcze nigdy nie zakwalifikował się do rozgrywek europejskich.

### Trofea krajowe
| \| \| Zdobyte trofea w rozgrywkach Hiszpanii (stan na: 01-05-2023) \| |                                                              |      |                |
| Rozgrywki                                                             | Osiągnięcie                                                  | Razy | Sezon(y)       |
| Mistrzostwo                                                           | I miejsce                                                    | 0    |                |
| Mistrzostwo                                                           | II miejsce                                                   | 1    | 2021/22        |
| Mistrzostwo                                                           | III miejsce                                                  | 0    |                |
| Puchar                                                                | zdobywca                                                     | 1    | 2018/19        |
| Puchar                                                                | finalista                                                    | 0    |                |
| II liga                                                               | I miejsce                                                    | 1    | 2005/06 (gr.1) |
| II liga                                                               | II miejsce                                                   | 0    |                |
| II liga                                                               | III miejsce                                                  | 0    |                |
| Hiszpania                                                             | Zdobyte trofea w rozgrywkach Hiszpanii (stan na: 01-05-2023) |      |                |

### Inne trofea
- Liga Vasca: (D3)
  - mistrz (1): 2004/05
- Copa Euskal Herria:
  - zdobywca (3): 2011/12, 2019/20, 2020/21

## Poszczególne sezony

### Rozgrywki międzynarodowe

#### Europejskie puchary
Nie uczestniczył w rozgrywkach europejskich.

### Rozgrywki krajowe
| \| Hiszpania \| Bilans występów klubu w rozgrywkach piłkarskich Hiszpanii (Stan na 1 maja 2023 r.) \| \| |                                                                                    |        |       |   |   |   |    |    |     |            |        |        |      |
| Poziom                                                                                                   | Rozgrywki                                                                          | Sezony | Mecze | Z | R | P | B+ | B– | Pkt | Lata       | Awanse | Spadki | Naj. |
| I | Superliga / Primera División / Liga F                                              | 17     |       |   |   |   |    |    |     | od 2006/07 | 0      | 0      | 2    |
| II | Segunda División                                                                   | 1      |       |   |   |   |    |    |     | 2005/06    | 1      | 0      | 1    |
| III | Liga Vasca                                                                         | 1      |       |   |   |   |    |    |     | 2004/05    | 1      | 0      | 1    |
| | Puchar Hiszpanii                                                                   | 11     |       |   |   |   |    |    |     | od 2009/10 | 0      | 0      | 1    |
| Hiszpania                                                                                                | Bilans występów klubu w rozgrywkach piłkarskich Hiszpanii (Stan na 1 maja 2023 r.) |        |       |   |   |   |    |    |     |            |        |        |      |

## Piłkarki, trenerzy, prezydenci i właściciele klubu

### Trenerzy
- 2004–2007: Íñigo Domínguez
- 2007–2008: Garbiñe Etxeberria
- 2008–2010: Javi Garmendia
- 2010–2012: José Manuel Etxabe
- 2012–2015: Unai Gazpio
- 2015–2017: Igor San Miguel
- 2017: Juanjo Arregi
- 2017–2020: Gonzalo Arconada
- od 2020: Natalia Arroyo

## Struktura klubu

### Stadion
Drużyna rozgrywa swoje mecze domowe na stadionie Instalaciones de Zubieta, w San Sebastiánie, który może pomieścić 2.500 widzów.

## Kibice i rywalizacja z innymi klubami

### Derby
- Athletic Bilbao
- Deportivo Alavés
- SD Eibar